# Kim Jee-woon
Kim Ji-woon (en coreano, hangul: 김지운, RR: Gim Ji-un, MR: Kim Ji-Woon, AFI: [gim.ji.un], nacido el 27 de mayo de 1964) es un director de cine y guionista coreano. Ha abordado una amplia gama de géneros cinematográficos y se ha convertido en un director de referencia para los a los aficionados al cine asiático.

## Carrera
Kim Ji-woon abandonó sus estudios en el Seoul Institute of the Arts para empezar su carrera como actor y director teatral. Como cómico participó en producciones como «Hot Sea» o «Movie Movie».
Su paso al cine le reportó crecientes niveles de éxito destacado por la importancia dada a la actuación y el detallismo de sus películas.
En 1997, logró el premio al mejor escenario por Wonderful Seasons.
En el año 2000 recibió el premio a mejor largometraje en el Festival de Cine Fantástico de Málaga por The Quiet Family.
Sus películas más recientes, A Tale of Two Sisters y A bittersweet life muestran un crecimiento considerable como director y estilista visual y fueron recibidas con buenas críticas y éxitos comerciales.
En 2008 recibió el galardón al mejor director del Festival de Cine de Sitges por The good, the bad and the weird.
En 2010, presentó el thriller I Saw the Devil con los actores Choi Min-sik y Lee Byung-hun. Las violentas escenas que contenían retrasaron su estreno en Corea, puesto que debido a «escenas que dañaban seriamente la dignidad humana» fue clasificada como «limited screening», etiqueta que obliga a su exhibición en salas para adultos, inexistentes en la península coreana. Tras recortar unas cuantas escenas, llegó a la calificación 18+ y pudo ser finalmente estrenada.
Las versiones en DVD de sus películas destacan por contar con abundante material documental y extra.
En 2021 debutó en televisión con una serie para Apple TV+, Dr. Brain. Es una miniserie en seis capítulos que se emitió entre noviembre y diciembre de ese año. La serie une en un mismo relato casi todos los géneros que ha tocado el director en su carrera, del cine de misterio a la ciencia ficción, el terror y los relatos de superhéroes. Para Kim, «el espectador actual está muy educado, visualmente hablando, sabe distinguir entre géneros y es capaz de disfrutar este tipo de combinaciones».

## Filmografía

### Largometrajes
- 1998 The Quiet Family
- 2000 The Foul King
- 2003 Historia de dos hermanas
- 2005 Una dulce vida
- 2008 El bueno, el malo y el raro
- 2010 Encontré al diablo
- 2013 El último desafío
- 2016 El imperio de las sombras
- 2018 La brigada del lobo
- PA Cobweb

### Cortometrajes
- 2000 Coming Out ||| 커밍 아웃
- 2002 Three (segmento "Memories")

- 2011 60 Seconds of Solitude in Year Zero (segmento)
- 2012 Doomsday Book (Segmento "The Heavenly Creature")
- 2013 One Perfect Day
- 2013 The X
- 2020 Live Your Strength

### Series de televisión
- 2021 Dr. Brain (Apple TV+)[5]